# SALA
SALA, fork. for Sammenslutningen af Landbrugets Arbejdsgiverforeninger, var en dansk hovedorganisation for arbejdsgiverforeninger indenfor landbrugs- og fødevaresektoren. 
SALA blev grundlagt i 1947 og indgik i 1963 hovedaftale med LO, der senest er revideret i 1991. Medlemsorganisationerne har overenskomster med bl.a. NNF, 3F og Dansk Metal. SALA blev nedlagt i 2012, efter at Mejeribrugets Arbejdsgiverforening valgte at blive indmeldt hos Dansk Industri. SALA´s hovedaftale og samarbejdsaftale er fortsat gældende for de organisationer, som har indskrevet aftalerne i deres overenskomster.

## Medlemsorganisationer
- Mejeribrugets Arbejdsgiverforening
- Gartneri-, Land- og Skovbrugets Arbejdsgivere
- Dansk Landbrugs Grovvareselskab
- Dansk Maskinhandlerforening